# Systemtheorie 2. Ordnung
Als Systemtheorie 2. Ordnung werden Systemtheorien bezeichnet, die in folgendem Sinne selbstbezüglich sind: Mit der jeweiligen Systemtheorie wird der Systemtheoretiker, der die Theorie macht, beschrieben. Der Kernbegriff ist deshalb die Beobachtung des Beobachters. Alle Aussagen, die in der Systemtheorie 2. Ordnung gemacht werden, sind Aussagen über den Beobachter als System.
Hingewiesen auf diese 2. Ordnung hat Heinz von Foerster, der die Kybernetik 2. Ordnung begründete. Die Systemtheorie 2. Ordnung ist eine epistemologische Re-Interpretation der Systemtheorie, in welcher untersucht wird, was der Systemtheoretiker als System theoretisch wissen kann. Die Systemtheorie 2. Ordnung ist eng verwandt mit dem radikalen Konstruktivismus. In den frühen Schriften spielt die Selbstorganisation eine größere Rolle, in den späteren Schriften ist viel von Ethik die Rede.
In der Systemtheorie 1. Ordnung wird der Inhalt einer Black Box
untersucht. In der Systemtheorie 2. Ordnung ist der Beobachter die Blackbox, die untersucht wird.

## Umfeld (Grundlagen und Adaptionen)
Niklas Luhmann bezieht sich vage auf Heinz von Foersters und auf George Spencer-Browns Logiken. Luhmann und John Cunningham Lilly haben das rekursive Prinzip der Beobachtung der Beobachtung im Bereich der soziologischen Systemtheorie und auf dem kommunikationstheoretischen Feld neurosozialer Kommunikationsmuster angewendet.